# People’s Action Party (Singapur)
Die People’s Action Party (kurz PAP, chinesisch 人民行动党, Pinyin Rénmín Xíngdòngdǎng, Tamil மக்கள் செயல் கட்சி, malaiisch Parti Tindakan Rakyat, übersetzt etwa „Volksaktionspartei“) ist eine konservative politische Partei in Singapur, auch wenn sie zeitweise Mitglied der Sozialistischen Internationale war. Seit 1959 ist die People’s Action Party die Regierungspartei in Singapur.

## Geschichte
Die Partei wurde 1954 von in England ausgebildeten Männern aus der Mittelschicht gegründet, die aus Großbritannien in ihre Heimat zurückgekehrt waren. In der Wahl von 1955, in der 25 der 32 Sitze gewählt werden durften, gewann die PAP drei Sitze, der spätere Premierminister Lee Kuan Yew bekam einen davon. Seit der Wahl von 1959 bestimmt die PAP die Regierung.
Zwischen 1963 und 1965 gehörte Singapur zu Malaysia, die PAP war damit eine malaysische Partei. Die Aussicht, die PAP könnte eine wichtige politische Rolle im Land spielen, verärgerte jedoch die regierende United Malays National Organisation und den malaysischen Glauben an das Ketuanan Melayu.

## Politische Ausrichtung
Die PAP tritt für eine Meritokratie ein und ist insgesamt eher eine pragmatische als eine ideologische Partei. Eine liberale Demokratie im westlichen Sinne lehnt sie ebenso ab wie den Sozialismus. Dagegen befürwortet sie größtmögliche wirtschaftliche Freiheit, ostasiatische Werte und betont Recht und Ordnung. Dennoch werden einige Elemente des Wohlfahrtsstaates befürwortet, wie eine gut ausgebaute staatliche Bildung und Gesundheitsversorgung sowie öffentlicher Wohnungsbau.

## Bedeutung für Singapur
Seit 1959 dominiert die Partei die Politik in dem parlamentarischen Regierungssystem des südostasiatischen Stadtstaates. Sie war damit ein außerordentlich wichtiger Faktor für die wirtschaftliche und soziale Entwicklung des Landes zu einer Industrienation. Von Oppositionsparteien wurde die PAP der unfairen Beihilfe beschuldigt, durch Gesetzesbeschlüsse im Parlament ihre Rolle als dominierende Kraft verstärkt zu haben.

## Erfolge bei den Parlamentswahlen
Bei jeder Wahl seit 1959 gewann die PAP eine überwältigende Mehrheit der Sitzen. In den Jahren von 1968 bis 1980 hatte sie sogar alle Sitze im Parlament besetzt.
Bei den Parlamentswahlen 2006 gewann die PAP 82 von 84 möglichen Sitzen, 2011 81 von 87 Sitzen und 2015 83 von 89 Sitzen, obwohl sie 2015 lediglich 69,9 % der Stimmen erzielte. Das verdankt die PAP vor allem dem Mehrheitswahlrecht und der Zuschneidung der Wahlkreise, die der PAP zugutekommt.